# L'Oursiade
L'Oursiade est le onzième roman de la femme de lettres canadienne Antonine Maillet. Publié en 1990, c'est un roman-fable qui explore les problèmes de coexistence et l'amitié en mettant en parallèle le monde des ours et des humains.